# Ledzekuku-Krowor
Ledzekuku-Krowor är ett distrikt i Ghana.   Det ligger i regionen Storaccra, i den södra delen av landet, 15 km öster om huvudstaden Accra.